# Jorge Carreras Llansana
Jorge Carreras Llansana (Barcelona, 1 de octubre de 1925-San Cugat del Vallés, 3 de mayo de 2012) fue un jurista español. Catedrático de Derecho Procesal en las Universidades de Granada, Barcelona y Navarra, y rector de la Universidad de Barcelona (1973-1974).

## Biografía

### Formación académica
Realizó la carrera de Derecho en la Universidad de Barcelona, donde se licenció (1948), continuando su formación académica con la defensa de su tesis doctoral en la Universidad de Madrid (1951). 

### Actividad docente
Desarrolló su carrera docente en Granada, Barcelona y Pamplona. Tras ganar la plaza de Catedrático de Derecho Procesal en la Universidad de Granada (1958), ejerció allí la docencia hasta que en 1961 se trasladó a Pamplona para trabajar como profesor ordinario de la Facultad de Derecho de la Universidad de Navarra (1961), donde también fue su vicedecano  (1964-1966) y decano (1966-1973). En 1973 se trasladó a la ciudad condal, al ser nombrado rector de la Universidad de Barcelona (1973-1974), y allí ocupó la cátedra de derecho procesal (1974-1991). En la cátedra de Derecho Procesal de la Universidad de Navarra le sustituyó su discípulo Eduardo Gutiérrez de Cabiedes.  
A finales de los años sesenta fue nombrado abogado del Gobierno Español ante el Tribunal Internacional de La Haya. En 1975 fundó el Bufete Carreras.

### Academias y Asociaciones a las que perteneció
- Académico de la Real Academia de Ciencias Económicas y Financieras (1996)
- Vocal permanente de la Comisión General de Codificación
- Miembro de Número del Instituto Español de Derecho Procesal
- Vocal de la Comisión de traspaso de servicios y competencias de la Generalidad preautonómica

## Publicaciones
Publicó diversos libros y trabajos de investigación científica sobre el Derecho Procesal y el Derecho Internacional Privado.

## Premios y reconocimientos
- Gran Cruz de la Orden de Alfonso X el  Sabio
- Encomienda de Número de la Orden del Mérito Civil
- Cruz de Honor de la Orden de San Raimundo de Peñafort
- Doctor honoris causa por la Universidad de Navarra (1994)